# Placy-Montaigu

Placy-Montaigu este o comună în departamentul Manche, Franța. În 1 ianuarie 2018 avea o populație de 234 de locuitori.